# Dreissena anatolica
Dreissena anatolica is een tweekleppigensoort uit de familie van de Dreissenidae. De wetenschappelijke naam van de soort is voor het eerst geldig gepubliceerd in 1893 door Locard.